# خسوس پورتیلو
خسوس پورتیلو (انگلیسی: Jesús Portillo؛ زادهٔ ۱۶ ژوئن ۱۹۹۹) بازیکن فوتبال اهل آرژانتین است.